# Silvanidae
Silvanidae je čeleď brouků z nadčeledi Cucujoidea, do které spadá 68 popsaných rodů a asi 500 popsaných druhů. Druhy této čeledi se vyskytují na všech kontinentech kromě Antarktidy.

## Taxonomie
- Podčeleď Brontinae
  - Uleiota planata (Linnaeus, 1761)
  - Dendrophagus crenatus (Paykull, 1799)
- Podčeleď Silvaninae
  - Airaphilus elongatus (Gyllenhal, 1813)
  - Nausibius clavicornis (Kugelann, 1794)
  - Ahasverus advena (Waltl, 1834)
  - Oryzaephilus surinamensis (Linnaeus, 1758)
  - Oryzaephilus mercator (Fauvel, 1889)
  - Silvanus bidentatus (Fabricius, 1792)
  - Silvanus unidentatus (Olivier, 1790)
  - Silvanoprus fagi (Guérin-Ménéville, 1844)
  - Psammoecus bipunctatus (Fabricius, 1792)